# اوئرمسس
هوئرمسس (به اسپانیایی: Huérmeces) یک شهرستان در اسپانیا است.